# 村岡藩
村岡藩（日语：／ Muraoka-han */?）是日本但馬國七美郡村岡的藩，慶應4年6月20日（1868年8月8日）創藩，明治4年7月14日（1871年8月29日）廢藩置縣，藩廳最初是福岡陣屋，後為村岡陣屋，藩校是創立自天保3年（1832年）的明倫館，明治2年（1869年）易名為日新館，人口是3,155戶15,670人。武家屋敷方面，江戶藩邸上屋敷位於本所四目，下屋敷位於本所猿江十間川沿岸，京屋敷則在天秤丸町。

## 歷史
慶長6年（1601年）4月，山名豐國在關原之戰後獲安堵於七美郡6,700石，並且在菟束村字dan（ダン）設置臨時陣屋，領地由代官負責管治，豐國本人則定居於京都花園，終生未有前往領地。元和元年（1615年），菟束村易名為福岡村，並且於下中山地區興建福岡陣屋。元和3年（1617年），山名豐政繼任為藩主，他與豐國一樣終生未有前往領地。
寬永5年（1628年），山名矩豐繼位，他在寬永19年（1642年）將陣屋遷移至村岡，並且於尾白山以西設置陣屋。同年5月，矩豐前往領地執政，不但興建城下町，也將家臣團的武家屋敷設於陣屋附近，並且指定町人和百姓居住的在鄉町。此外，矩豐在任內也獲列為交代寄合，並且獲得相當於外樣大名的待遇。
元文4年（1739年），當時的領主山名豐就由於先後擔任大番頭、奏者番和寺社奉行，導致入不敷支，雖然實施了增稅，但是也促使一揆爆發。對此，豐就通過將家臣的俸祿減半等措施來應對。文化3年（1806年），村岡陣屋遷移至尾白山。天保元年（1831年），天保一揆爆發，兩名領民代表以檢地造假為由而越訴，其中一名在返回村岡後死於獄中。
鳥羽伏見之戰爆發後，作為勤王派於慶應4年正月12日（1868年2月5日）歸順於山陰道鎮撫使西園寺公望，並且派人前往協助接收生野代官所。同年6月20日（8月8日），領主山名義濟由於在生野之變時建功，村岡的新田4,300石獲承認，加上原本的6,700石，石高增至11,000石而列為大名，村岡藩正式成立。明治4年7月14日（1871年8月29日），廢藩置縣。

## 歷任領主
| 家名   | 家格                | 名稱     | 石高              | 藩領             |      |      |      |
| 旗本   | 旗本                | 旗本     | 旗本              | 旗本             | 旗本 | 旗本 | 旗本 |
| ------ | ------------------- | -------- | ----------------- | ---------------- | ---- | ---- | ---- |
| 山名家 | 旗本                | 山名豐國 | 6,700石           | 但馬國七美郡全域 |      |      |      |
| 山名家 | 旗本                | 山名豐政 | 6,700石           | 但馬國七美郡全域 |      |      |      |
| 山名家 | 旗本↓ 交代寄合      | 山名矩豐 | 6,700石           | 但馬國七美郡全域 |      |      |      |
| 山名家 | 交代寄合            | 山名隆豐 | 6,700石           | 但馬國七美郡全域 |      |      |      |
| 山名家 | 交代寄合            | 山名豐就 | 6,700石           | 但馬國七美郡全域 |      |      |      |
| 山名家 | 交代寄合            | 山名豐暄 | 6,700石           | 但馬國七美郡全域 |      |      |      |
| 山名家 | 交代寄合            | 山名義德 | 6,700石           | 但馬國七美郡全域 |      |      |      |
| 山名家 | 交代寄合            | 山名義方 | 6,700石           | 但馬國七美郡全域 |      |      |      |
| 山名家 | 交代寄合            | 山名義蕃 | 6,700石           | 但馬國七美郡全域 |      |      |      |
| 山名家 | 交代寄合            | 山名義問 | 6,700石           | 但馬國七美郡全域 |      |      |      |
| 藩主   |                     |          |                   |                  |      |      |      |
| 山名家 | 交代寄合↓ 外樣 陣屋 | 山名義濟 | 6,700石↓ 11,000石 | 但馬國七美郡全域 |      |      |      |
| 山名家 | 外樣 陣屋           | 山名義路 | 11,000石          | 但馬國七美郡全域 |      |      |      |

## 註解
1. ↑  村岡現為兵庫縣美方郡香美町村岡區村岡（日语：村岡町）[1]。
2. ↑  本所四目現為東京都墨田區江東橋3丁目內[6]。
3. ↑  天秤丸町現為京都府京都市上京區天秤丸町[8]。
4. ↑  福岡現為香美町村岡區福岡（日语：兎塚村）[9][1]。

## 外部連結
- . kotobank （日语）.